# Spioenkopje (bier)
Spioenkopje is een Belgisch kriekenbier op basis van witbier. Het wordt gebrouwen door Brouwerij Strubbe te Ichtegem in opdracht van bieren Den Haene te Wenduine.
Het is een ambachtelijk ongefilterd bier dat nagist op de fles. Ingrediënten zijn mout, gerst, tarwe, haver, kriekensap, gist en water.
De naam verwijst naar de uitkijkpost op de tweede hoogste duin van de Belgische Kust.